# Рані Романі
Рані Романі (справжнє ім′я Раїса Борисівна Набаранчук; 23 березня 1943, м. Київ — 10 травня 2023) — перша в Україні ромська поетеса, перекладачка.

## Життєпис
Народилася в 1943 році в окупованому нацистами Києві в багатодітній родині — мала чотирьох сестер і брата. Предки Раїси Набаранчук походили із давньої ромської родини Сандуленків-Старцевих. Її прабабусі і прадідусь переїхали у Київ ще на початку ХХ століття, займалися перукарською справою. Бабуся майбутньої поетеси загинула 1941 року у Бабиному Яру. Батько був учасником Другої світової війни, орденоносцем, працював перукарем. Батькову справу продовжили усі його діти.
Раїса закінчила середню і музичну школи. Свої літературні здібності проявила ще в шкільному віці — вчителька літератури відзначала, що дівчина писала найкращі в класі твори.
Багато років працювала перукаркою.
Свої перші поезії почала писати ще наприкінці 1960-х років. Але за тодішніми ромськими традиціями, жінці не дозволялося писати вірші, а тим більше друкувати власні твори. Тому свої записи вона робила в маленьких зошитах, які клала у шухлядку.
Перші твори рідною мовою прозвучали публічно у 1989 році, коли в Києві проходила літературна зустріч ромських поетів. Раїса Набаранчук познайомилася з відомими ромськими літераторами Лексою Манушем та Міхою Козимиренком, від яких отримала схвальні відгуки про свої прозові твори — авторські ромські казки, написані для сина.
Брала активну участь у громадському житті, представляла ромську спільноту на різних фестивалях і концертах в Україні та за кордоном.
Поетеса стала однією з героїнь першого українського документального фільму про жінок ромського походження, які живуть в Україні «Сім історій успішних ромських жінок» (2017, режисер Роман Блажан). Прем′єра фільму відбулася під час проведення VII Міжнародного фестивалю «Книжковий Арсенал».
На початку російського вторгнення в Україну вимушена була покинути рідний Київ і виїхати за кордон. Померла 10 травня 2023 р. у Німеччині.

## Творчість
Друкуватися поетеса почала у 1990-х роках у збірниках ромської поезії, поезії національних спільнот України та Польщі.
Перші вірші підписувала псевдонімом Раїса Борисова, потім почала писати під власним іменем — Раїса Набаранчук. А у 2013 році взяла псевдонім Рані Романі, що дослівно перекладається як «шанована ромська жінка».
Перша збірка Рані Романі «Міре дрога мануша» («Народе мій, до тебе я звертаюсь»), яка вийшла друком 2015 року, містить поетичні твори ромською, українською та російською мовами. В окремому розділі видання — поезії класиків української літератури, серед яких поема «Циганська муза» Ліни Костенко про ромську поетесу із Польщі Папушу (Броніславу Вайс). Презентація цього видання відбулася у грудні 2015 р. у ромському академічному музично-драматичному театрі «Романс» (Київ) за підтримки Міжнародного фонду «Відродження».